# 344e division d'infanterie
La  344e division d'infanterie (en allemand : 344. Infanterie-Division ou 344. ID) est une des divisions d'infanterie de l'armée allemande (Wehrmacht) durant la Seconde Guerre mondiale.

## Historique
La 344e division d'infanterie est formée le 25 septembre 1942 en France à partir de personnel du Wehrkreis V.
Après sa formation, elle est envoyée en novembre 1942 dans le secteur de Bordeaux au sein du LXXX. Armeekorps de la 1. Armee dans l'Heeresgruppe D et aura dans ses rangs la l'Indisches Infanterie-Regiment 950.
En août 1944, elle est envoyée en Normandie, sans le Infanterie-Regiment 950, où elle subit de lourdes pertes.
Elle est reformée le 5 novembre 1944 à partir d'un Kampfgruppe initialement prévu pour reconstruire la 91. Infanterie-Division.
Elle finit la guerre dans la bataille de Berlin face aux troupes soviétiques.

## Organisation

### Commandants
| Date                                  | Grade                  | Commandant       |
| ------------------------------------- | ---------------------- | ---------------- |
| 27 septembre 1942 - 30 septembre 1944 | General der Infanterie | Felix Schwalbe   |
| 30 septembre 1944 - 16 octobre 1944   | Generalmajor           | Rudolf Goltzsch  |
| Reformation                           |                        |                  |
| 5 novembre 1944 - 16 décembre 1944    | Generalmajor           | Eugen König      |
| 16 décembre 1944 - 28 février 1945    | Generalmajor           | Georg Koßmala    |
| 28 février 1945 - 15 mars 1945        | Generalmajor           | Rolf Scherenberg |
| 15 mars 1945 - 8 mai 1945             | Generalleutnant        | Erwin Jolaße     |

## Théâtres d'opérations
- France et Pays-Bas : Septembre 1942 - Octobre 1944
- Ouest de l'Allemagne et Berlin : Octobre 1944 - Mai 1945

## Ordre de bataille
1942
- Festungs-Infanterie-Regiment 854
- Festungs-Infanterie-Regiment 855
- Artillerie-Regiment 344
- Pionier-Bataillon 344
- Versorgungstruppen 344

1943
- Indisches Infanterie-Regiment 950[1](31/08/1943-08/01/1944)

1944
- Grenadier-Regiment 1056
- Grenadier-Regiment 1057
- Grenadier-Regiment 1058
- Artillerie-Regiment 344
- Pionier-Bataillon 344
- Feldersatz-Bataillon 344
- Panzerjäger-Abteilung 344
- Füsilier-Bataillon 344
- Nachrichten-Abteilung 344
- Versorgungstruppen 344